# Erling Kristiansen
Erling Kristiansen (* 3. Oktober 1923 in Oslo; † 25. Juli 2009 in Rud) war ein norwegischer Radrennfahrer.
Erling Kristiansen war der dominierende Straßen-Radrennfahrer Norwegens in den 1940er bis in die 1950er Jahre. In dieser Zeit wurde er 23 Mal norwegischer Meister im Einzel- und im Mannschaftszeitfahren sowie dreimal im Straßeneinzelrennen. Er fuhr bei den UCI-Bahn-Weltmeisterschaften 1949 und 1950 sowie bei den Skandinavischen Meisterschaften. Zweimal startete er bei den Straßenrennen bei Olympischen Spielen. 1948 in London kam er nicht ins Ziel. In der Mannschaftswertung kam sein Team nicht in die Wertung. 1952 wurde er in Helsinki 25. im Straßenrennen sowie Zehnter der Mannschaftswertung (mit Odd Berg und Lorang Christiansen). 1949, 1953 und 1954 siegte er im Eintagesrennen Tyrifjorden Rundt.
Kristiansen war viele Jahre Mitglied im Vorstand des norwegischen Radsport-Verbandes; von 1959 bis 1960 war er dessen stellvertretender Vorsitzender. Bei den Olympischen Spielen 1972 in München betreute er den späteren Goldmedaillen-Gewinner in der Einerverfolgung, Knut Knudsen.
1946 und 1947 wurde Erling Kristiansen mit dem „Königspokal“ ausgezeichnet. Er erhielt die Goldplakette des norwegischen Verbandes und war Ehrenmitglied seines Vereins, des IK Hero. Im Zivilleben arbeitete er zunächst in der Möbelbranche, später im größten Sportartikel-Geschäft Norwegens. Darüber hinaus war er viele Jahre als Langstreckenläufer aktiv. Er war der Neffe des ehemaligen Radrennfahrers Gustav Kristiansen.